# Geastrum pedicellatum
Geastrum pedicellatum är en svampart som först beskrevs av August Johann Georg Karl Batsch, och fick sitt nu gällande namn av Dörfelt & Müll.-Uri 1983. Geastrum pedicellatum ingår i släktet jordstjärnor och familjen jordstjärnor.   Inga underarter finns listade i Catalogue of Life.